# سانجيانو
سانجيانو هي بلدية (حكومة محلية) في مقاطعة فاريزي المتواجدة في منطقة لومباردي الإيطاليا وتقع على بعد حوالي 60 كيلومتر (37 ميل) شمال غرب ميلانو وحوالي 15 كيلومتر (9ميل) شمال غرب فاريزي واعتبار من 31 ديسمبر 2004 أصبح عدد سكانها 1345 نسمة وتقدر مساحتها ب2.2كيلومتر مربع(أي 0.85 ميل²) 

## نبذة
تقع سانجيانو على حدود البلديات التاليه: بيسوزو، كارافيت، لافينو مومبيلو، ليجيونو كما يوجد في منطقة سانجيانو جدار صخري من حجر جيري يسمى«فاليسيا ديل بيكوز» مُعد خصيصاً لرياضة التسلق بمسامير والحزام المثبت.

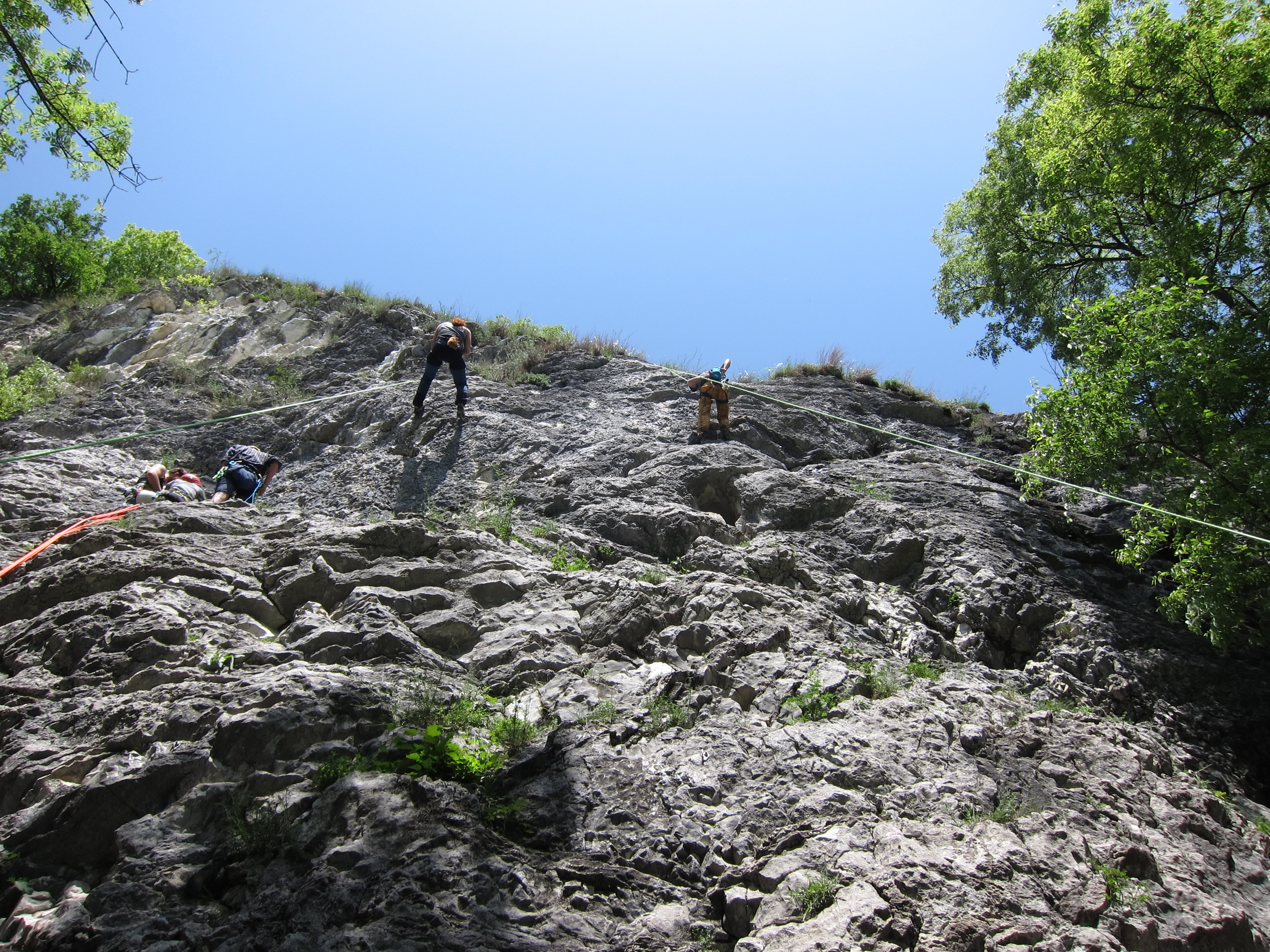
تسلق الصخور في سانجيانو